# فيل هنت
فيل هنت (بالإنجليزية: Phil Hunt)‏ هو لاعب كرة قدم أسترالية أسترالي، ولد في 10 يناير 1884 في Moonta, South Australia ‏ في أستراليا، وتوفي في 9 يونيو 1946 في بنديجو في أستراليا.

## وصلات خارجية
- فيل هنت على موقع AustralianFootball.com (الإنجليزية)
- فيل هنت على موقع AFLtables.com (الإنجليزية)